# José María Zeledón Brenes
Pour les articles homonymes, voir Zeledón et Brenes (homonymie).
José Maria Zeledon Brenes connu sous le nom de plume de Billo Zeledón, né à San José le 27 avril 1877 et mort à Esparza le 6 décembre 1949, est un intellectuel anarchiste, poète, journaliste, homme politique et écrivain costaricien surtout connu pour avoir composé les paroles de l'hymne national du Costa-Rica.

## Biographie
Sa mère meurt en couches pendant l'accouchement et son père disparaît alors qu'il est très jeune. Il est élevé par les deux sœurs de son père dans une situation matérielle précaire. Il ne fréquente que la première année du lycée et est obligé de travailler pour subvenir à ses besoins.
En 1892, il travaille comme secrétaire à la Cour suprême de justice (Corte Suprema de Justicia), ce qui lui permettra de devenir journaliste. En 1898, ses premiers articles sont publiés dans El Diarito (Le Petit Journal) et jusqu'en 1948, il collabore aux principaux journaux et magazines du Costa Rica.
Le 24 décembre 1899, il épouse sa cousine Ester Venegas Zeledón. Ils auront cinq enfants.
A 27 ans, il participe au concours d'écriture de l'hymne national, qui complètera la musique composée par Manuel María Gutiérrez en 1852. Il obtient le premier prix et c'est son texte qui est chanté depuis 1903.
Il écrit deux livres pour enfants : Jardin de Niños (Jardin d'enfants) en 1916 et Alma Infantil (Âme enfantine) en 1928.
Ses autres livres en vers, Campo de Batalla (Champ de bataille) et Germinal, sont brûlés avant d'être publiés.
En 1920, il est élu député au Congrès. En 1948, lors de la guerre civile au Costa Rica, il est emprisonné et sévèrement battu.
En 1949, il soutient la création du parti Unidad Nacional et participe à l'Assemblée constituante.
Il meurt le 6 décembre 1949, à l'âge de 72 ans. Ses funérailles ont eu lieu à San José.

## Notices
- Notices d'autorité :   - VIAF
  - ISNI
  - LCCN
  - GND
  - WorldCat

- (en) Cet article est partiellement ou en totalité issu de l’article de Wikipédia en anglais intitulé « José María Zeledón Brenes » (voir la liste des auteurs).

- (es) Cet article est partiellement ou en totalité issu de l’article de Wikipédia en espagnol intitulé « José María Zeledón Brenes » (voir la liste des auteurs).
- DBpedia : José María Zeledón Brenes.